# 손강 (베트남)

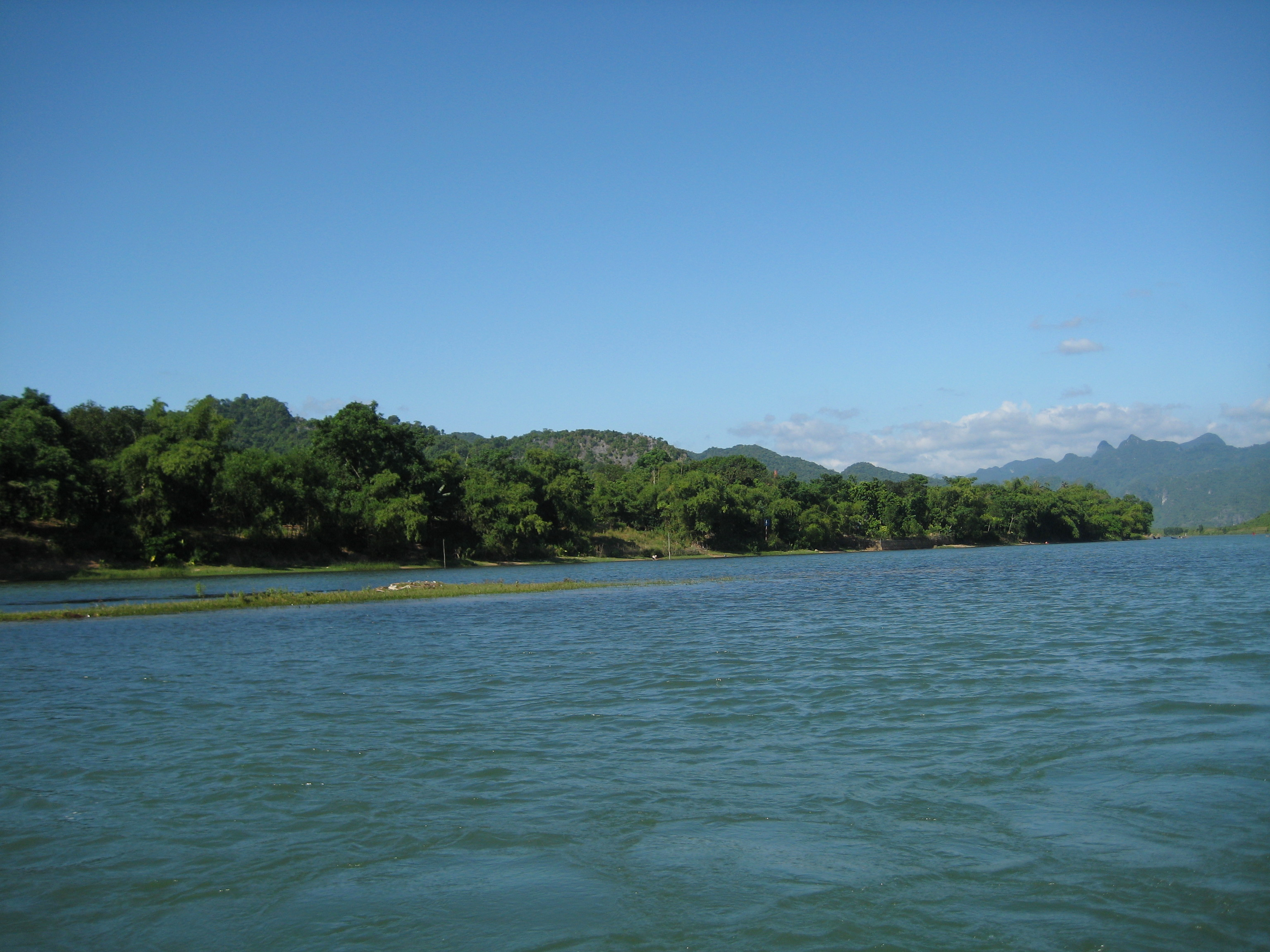
퐁냐께방 국립공원 근처의 송강

손강(베트남어: Sông Son / 瀧𣘈) 또는 쪽강(sông Tróc)은 글자 그대로 연지강(Lipstick River)이라는 의미로 범람기에 황토 등으로 물이 붉기 때문에 붙여진 이름이다. 베트남 북부 해안 지역인 꽝빈성에 있는 자인강의 지류다. 손강은 꽝빈성 보짝현의 퐁냐께방 국립공원 퐁냐 동굴 앞을 흐르는 길이 7,729m의 강이다. 이 강의 상류는 퐁냐께방 국립공원의 석회암 산에서 지하로 흐른다. 손강은 남중국해로 흘러나가기 전에 꽝짝현의 바돈 시사 근처의 자인강과 합쳐진다.

## 갤러리

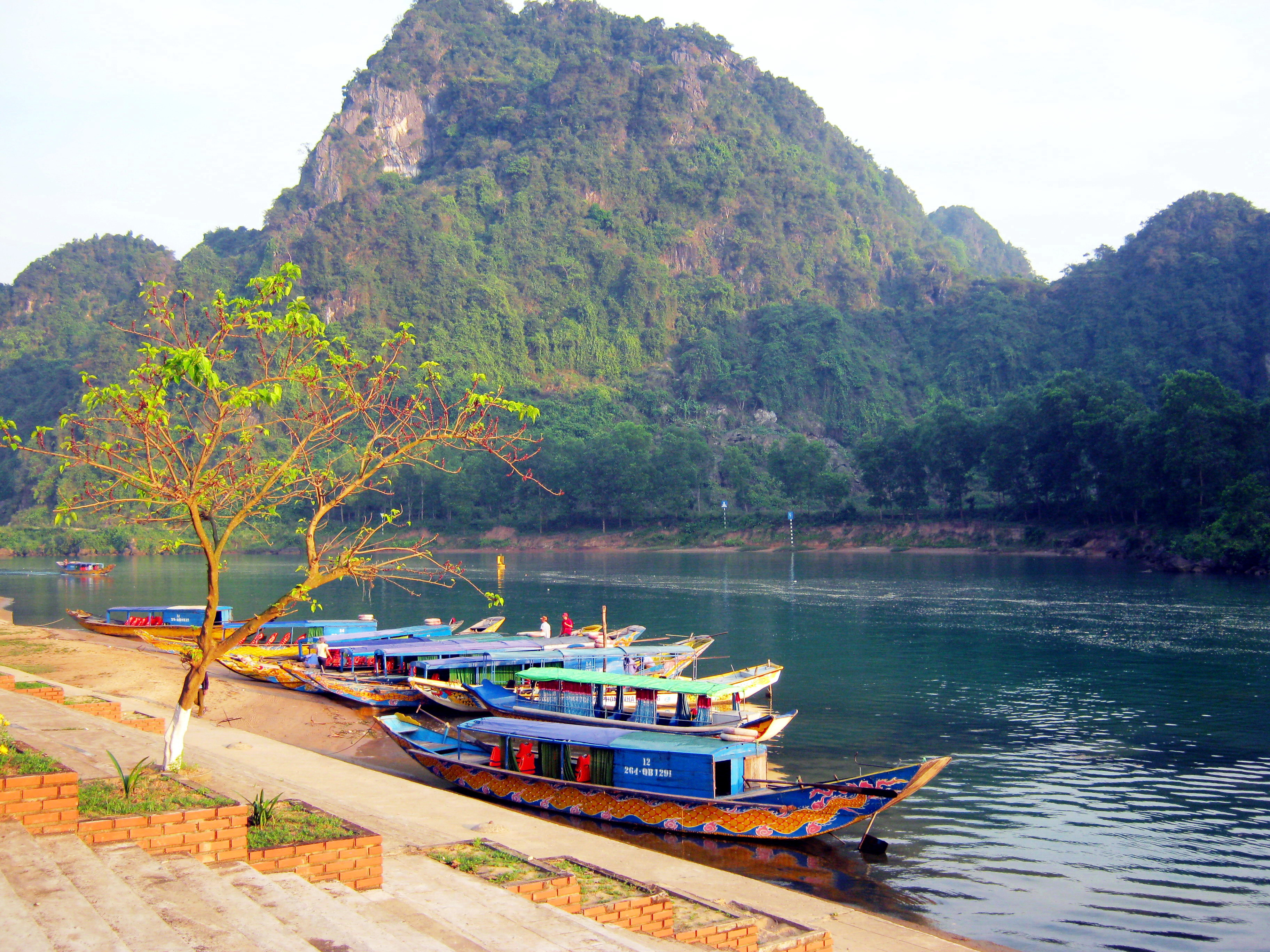
손강, 유람선이 퐁냐 동굴로 가는 구간
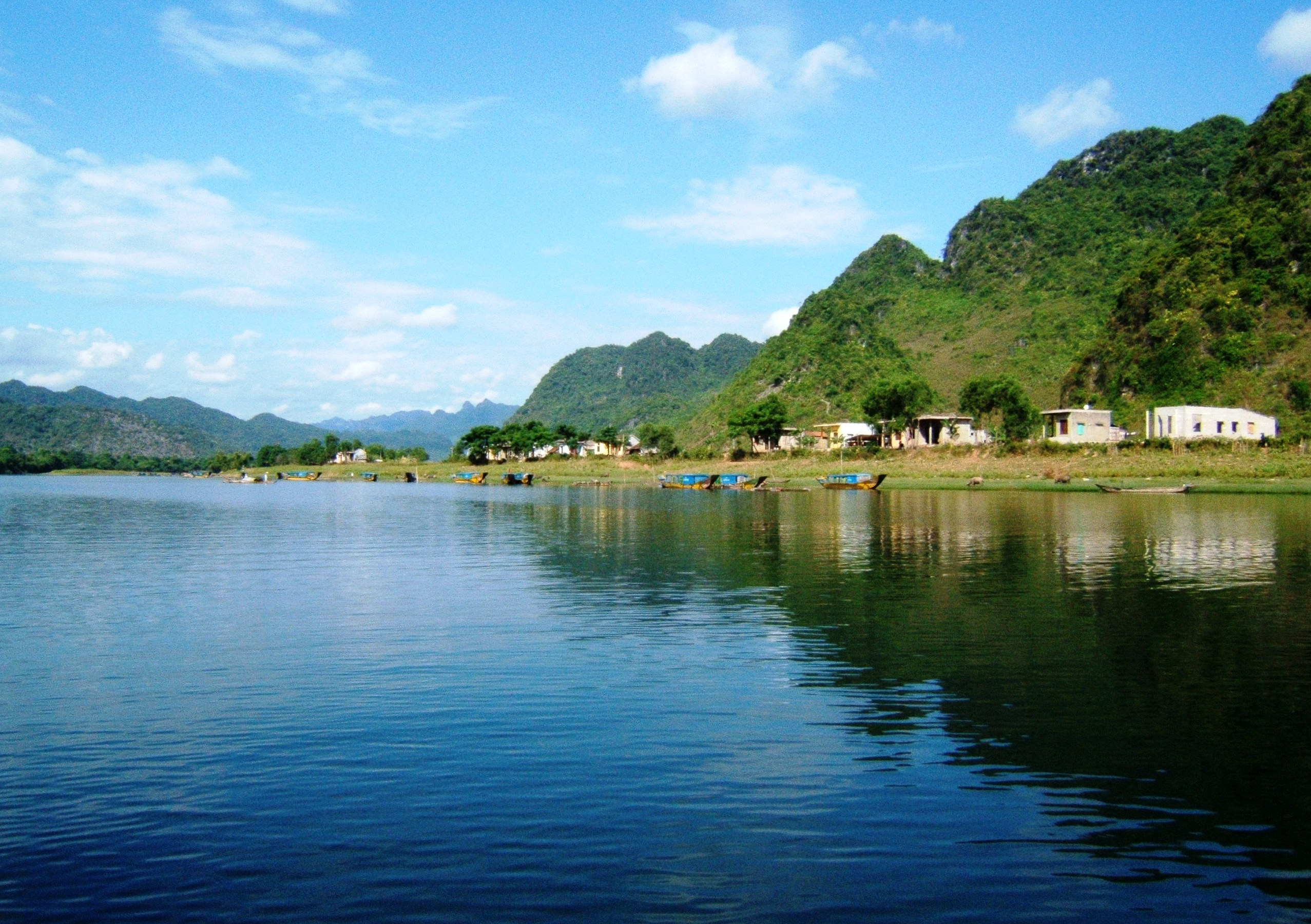
손강, 퐁냐 동굴로 가는 길
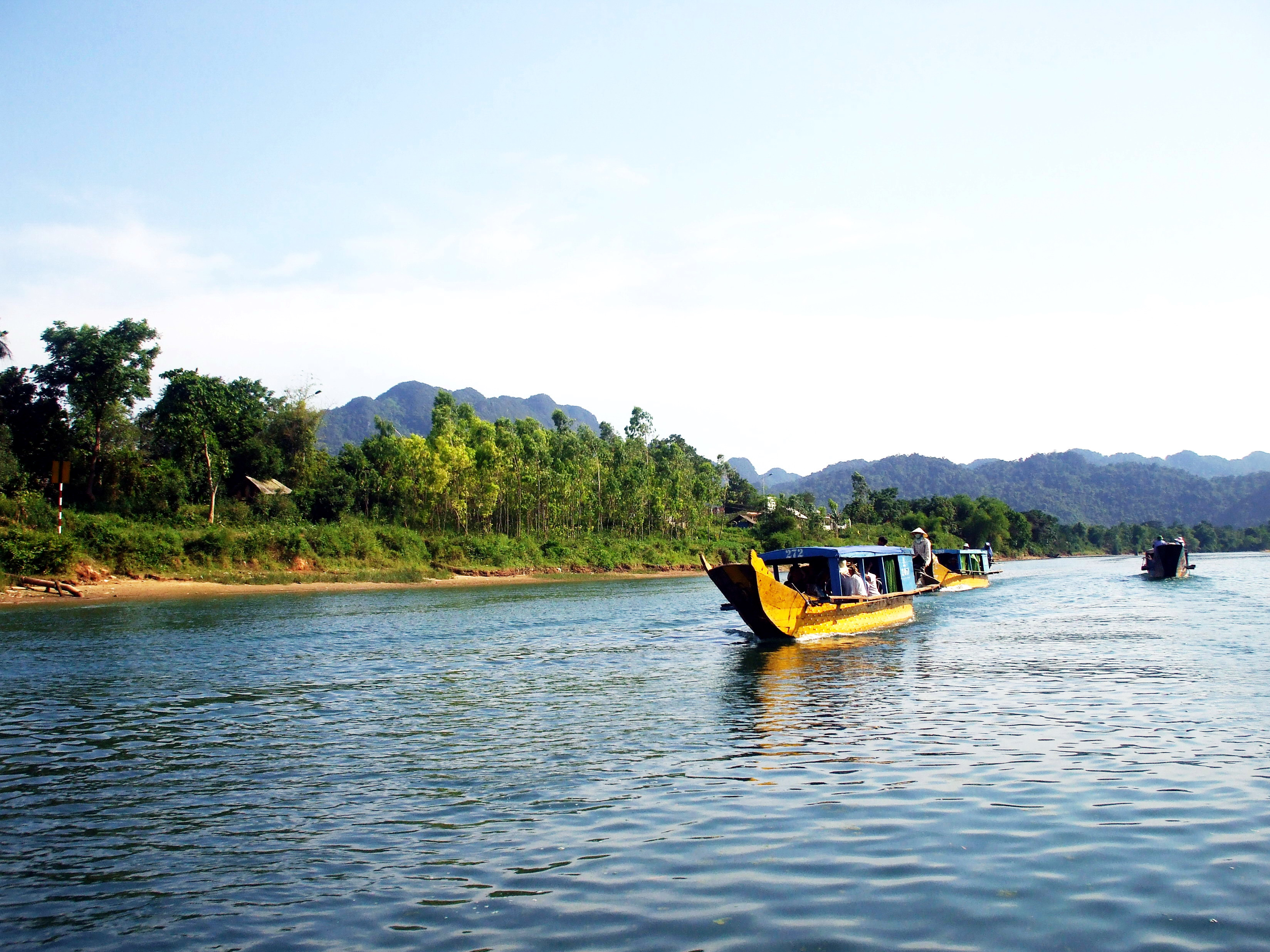
손강의 관광선
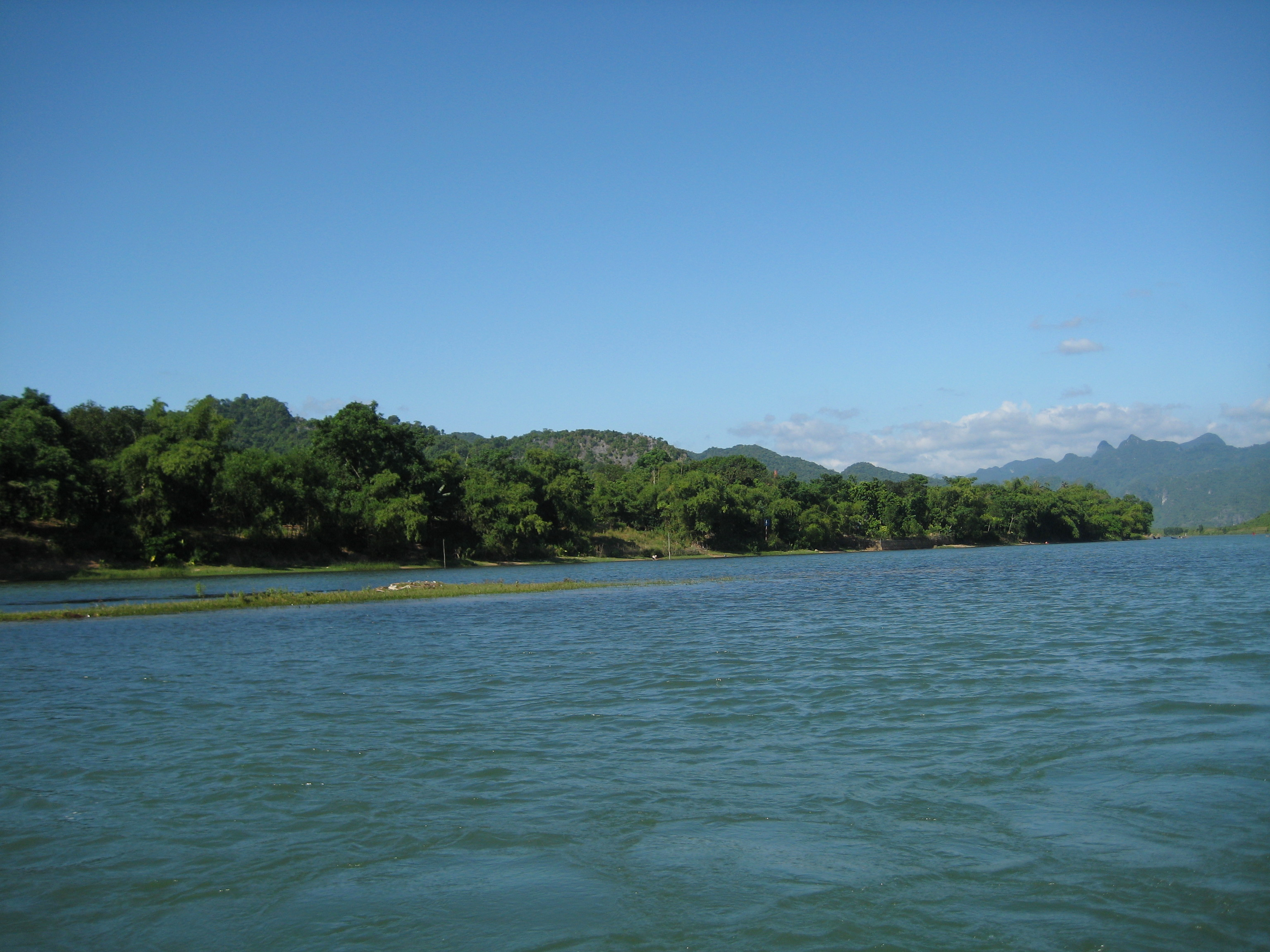
퐁냐 주변의 손강
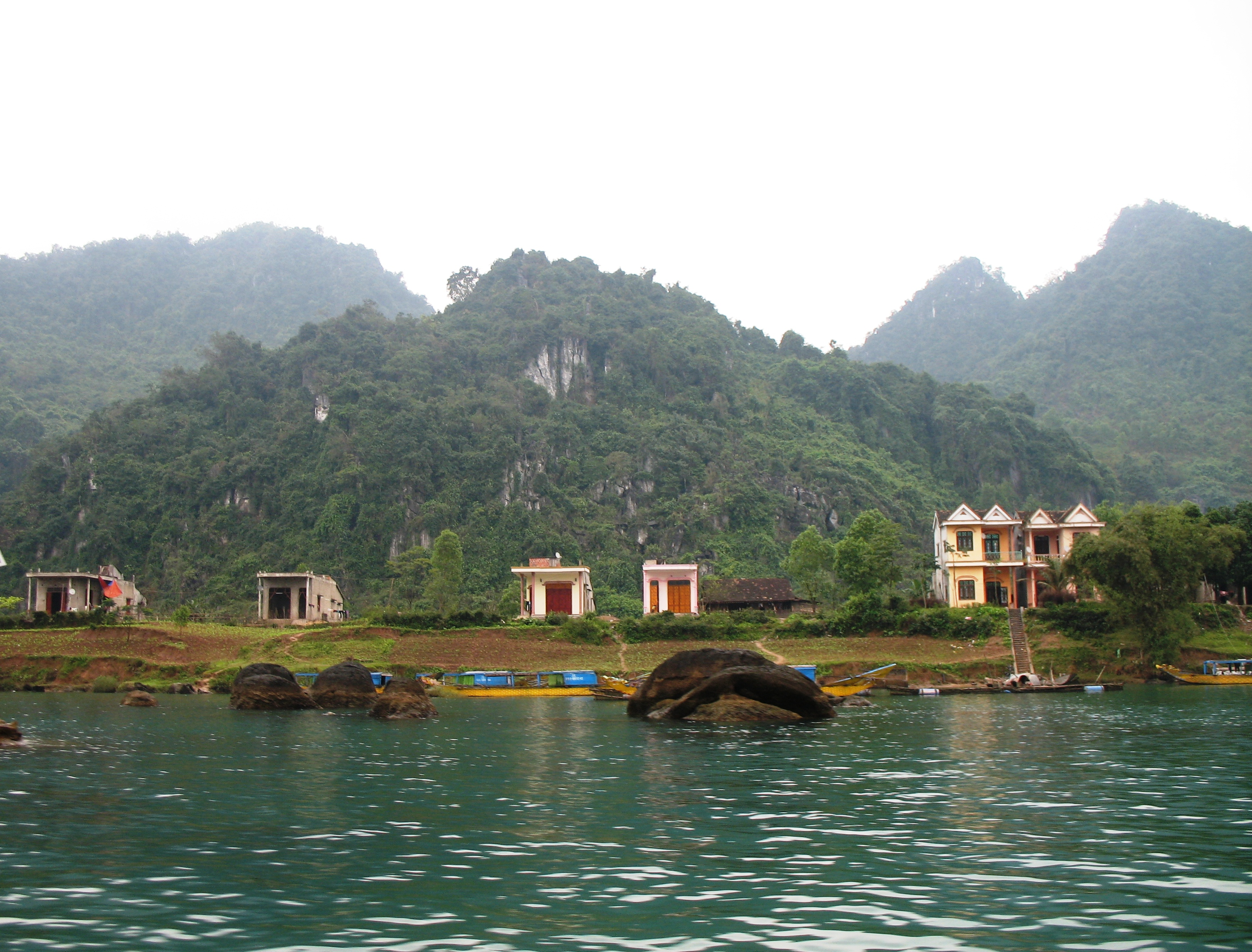
꽝빈성 보짝현의 손강
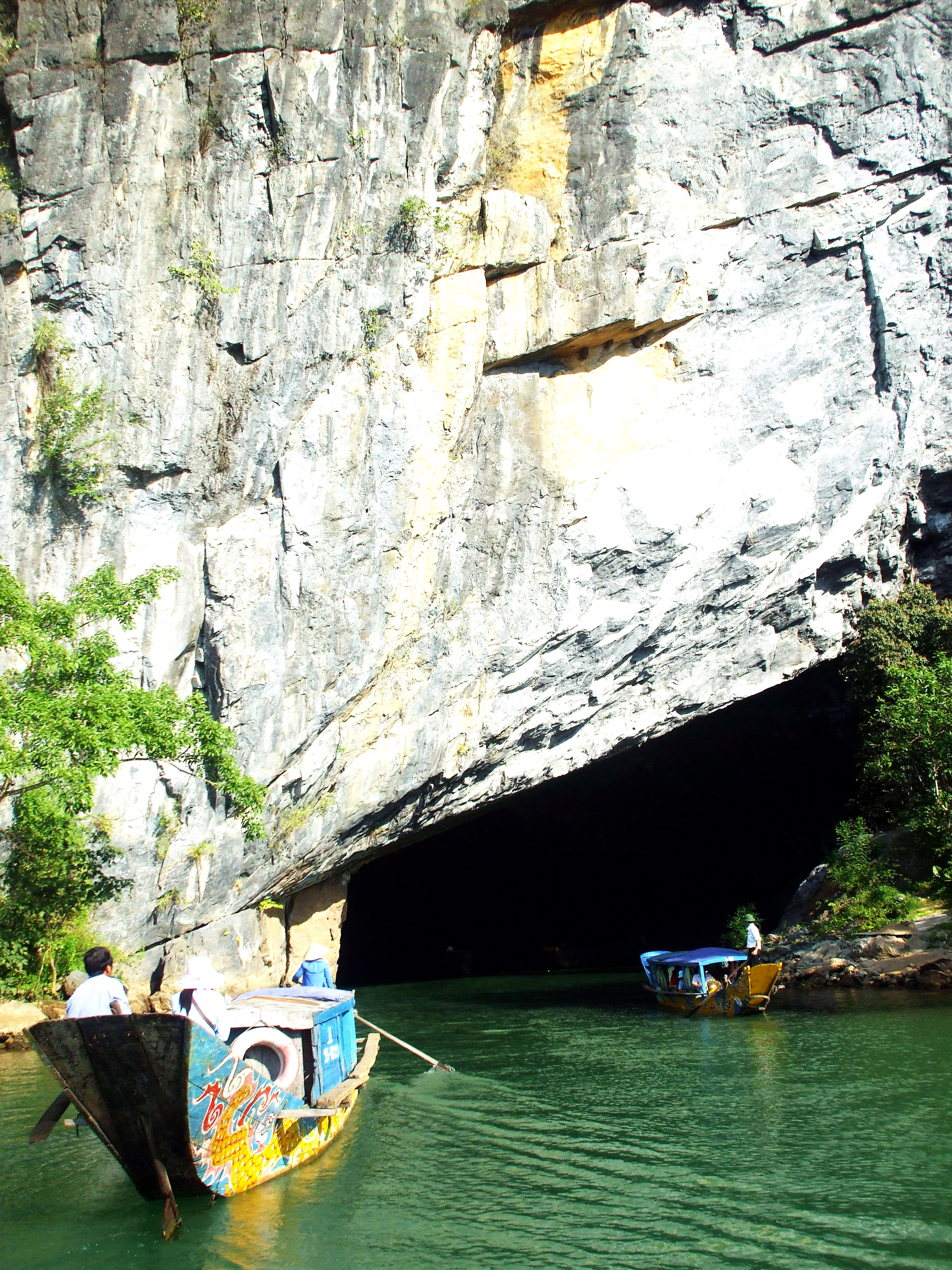
퐁냐 동굴 어귀에 손강